# Vékás Lajos (közgazdasági szakíró)
Vékás Lajos (Barátos, 1880. október 5. – Kolozsvár, 1962.) ítélőtáblai elnök, nyomdai igazgató, törvényszéki bíró, közgazdasági szakíró, politikus.

## Életútja
Középiskoláit a sepsiszentgyörgyi Székely Mikó Kollégiumban végezte (1898), majd Kolozsváron szerzett ügyvédi diplomát és jogi doktorátust. 1905-ig a kolozsvári Királyi Táblán tanácsjegyző, majd törvényszéki bíró. Az első világháborúban az orosz fronton harcolt. 1920-ban megalapította a Minerva Nyomda Rt.-t, amelynek igazgatótanácsi tagja, 1933-tól vezérigazgatója. Tagja volt az OMP Központi Intézőbizottságának, tíz éven át elnöke a Grafikai Munkaadók Szövetségének.
Politikai és szakcikkei a Keleti Újságban, Magyar Újságban, Magyar Népben, Pásztortűzben, Református Szemlében jelentek meg.